# Лоример-стрит (линия Джамейка, Би-эм-ти)
|   |     |     |     |   |
| · | · л | · э | · л | · |

|   |     |     |     |   |
| · | · л | · э | · л | · |

«Лоример-стрит» (англ. Lorimer Street) — станция Нью-Йоркского метрополитена, расположенная на линии Джамейка, Би-эм-ти. Станция находится в Бруклине, в округе Уильямсберг, на пересечении Бродвея с Лоример-стрит. На станции останавливаются маршруты J (круглосуточно, кроме будней днём в пиковом направлении) и M (круглосуточно, кроме ночи). Станцию проходят без остановки маршруты J (в будни днём в пиковом направлении) и Z (в часы пик в пиковом направлении).

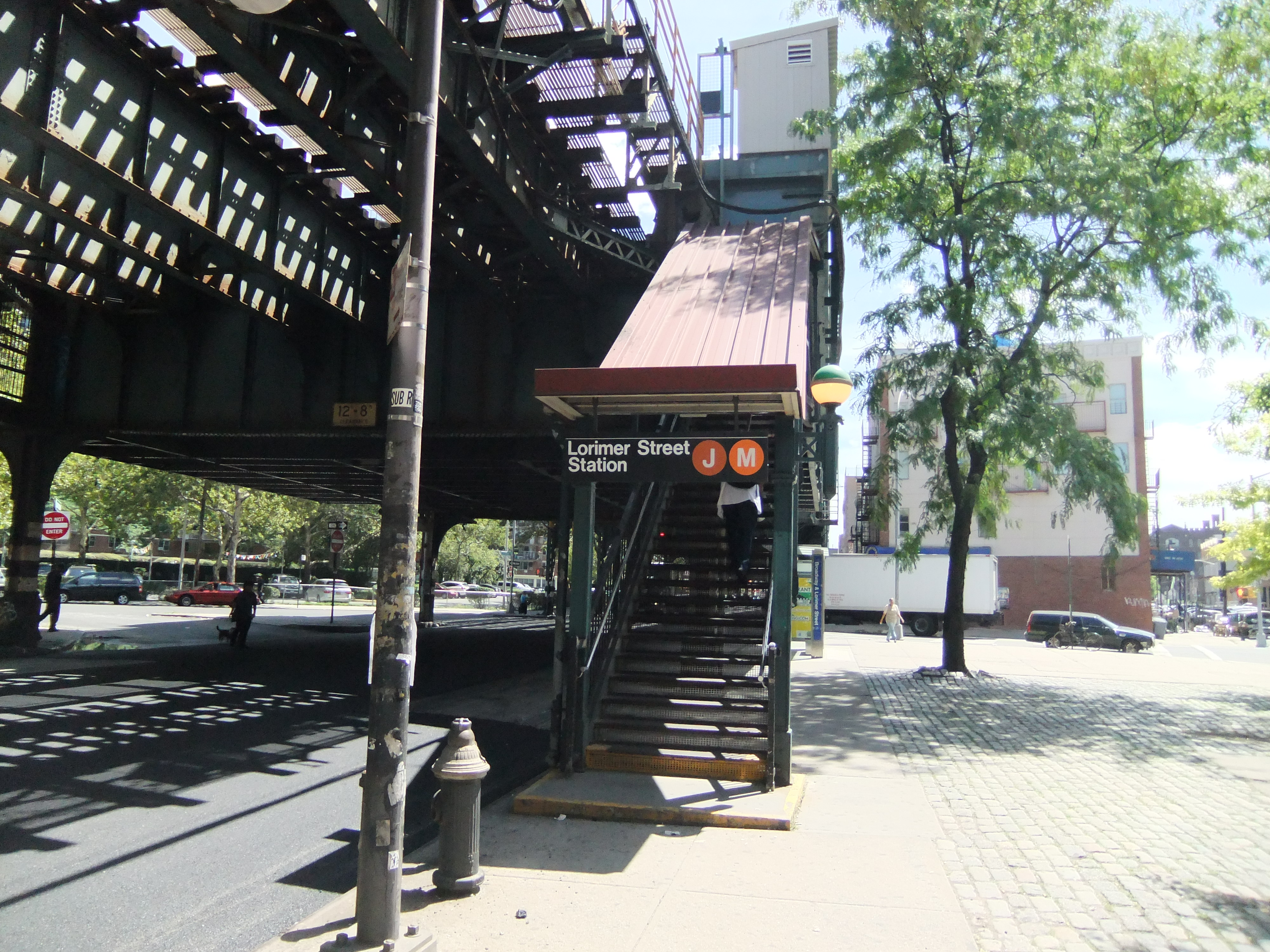
Второй выход со станции

Станция была открыта 25 июня 1888 года, на сегодняшний день представлена двумя боковыми платформами, обслуживающими только локальные пути трёхпутной линии. Обе платформы огорожены высоким бежевым забором (кое-где металлическая сетка) и имеют навесы. Название станции представлено в стандартном виде: черные таблички с белой надписью.
Станция имеет два выхода. Первый выход располагается с западного конца станции, представлен лестницами и эстакадным мезонином. Этот выход работает круглосуточно, здесь же есть переход между платформами. В город из мезонина спускаются две лестницы — к перекрёстку Бродвея и Труп-авеню с Лоример-стрит. Второй выход расположен в восточной половине станции. Он устроен аналогично первому, но в отличие от него, его турникетный павильон представлен только полноростовыми турникетами, а сам выход работает только по графику (не всегда). Второй выход приводит к перекрёстку Бродвея и Уоллэбаут-стрит.